# Thermosphère

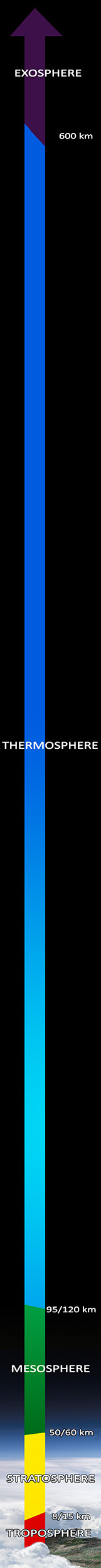
Schéma des couches de l'atmosphère (à l’échelle). La thermosphère ne compte que pour environ 0,002 % de l'atmosphère.

La thermosphère est la couche de l'atmosphère terrestre comprise entre la mésosphère (au-dessous) et l'exosphère (au-dessus). Sa limite inférieure, la mésopause, se situe à une altitude d'environ 95 km et sa limite supérieure, la thermopause, entre 500 et 1 000 km. C'est notamment au sein de la thermosphère qu'orbite la Station spatiale internationale.

## Description
L'atmosphère est divisée en cinq couches : de bas en haut, la troposphère, la stratosphère, la mésosphère, la thermosphère et l'exosphère.
- Avec l'exosphère, la thermosphère constitue l'hétérosphère, où la composition de l'air n'est plus uniforme. Le brassage de l'air n'est plus suffisant pour maintenir la distribution de mélange comme dans les couches inférieures.
- Avec la mésosphère et la partie basse de l'exosphère, elle constitue l'ionosphère, région atmosphérique fortement ionisée.

La thermosphère est délimitée :
- à sa base par la mésopause (limite entre la mésosphère et la thermosphère).
- à son sommet par la thermopause (limite entre la thermosphère et l'exosphère).

La limite avec l'exosphère dépend de l'activité solaire. Sous observation de la NASA depuis 1967, sa taille varie aussi avec le temps. Par exemple, en 2008 et en 2009, elle se contracte sous l'effet d'une diminution de l'activité solaire puis a repris de l'expansion. En 2010, elle se contracte de façon marquée sans que cette contraction puisse être liée à l'activité solaire.
Entre 100 et 150 kilomètres d'altitude, le dioxygène moléculaire absorbe l'ultraviolet solaire de très courtes longueurs d'onde (entre 100 et 200 nm). En résulte une augmentation de température avec l'altitude qui oscille entre 300 °C et 1 600 °C selon l'activité solaire. Les températures sont élevées, mais la densité de matière est extrêmement faible, ce qui fait que, pour la peau humaine, l'effet de cette température serait négligeable. En effet, la température ressentie avoisine les 25 °C.
Les molécules de dioxygène (O2) se dissocient alors en deux atomes d'oxygène (O), ce qui explique que l'oxygène atomique devienne le constituant principal de la thermosphère.

## Apport énergétique

### Bilan énergétique
La température thermosphérique peut être déterminée à partir d'observations de densité ainsi que de mesures satellitaires directes. La température en fonction de l'altitude z de la figure 1 peut être simulée par le profil de Bates:
(1)   {\displaystyle T=T_{\infty }-(T_{\infty }-T_{0})e^{-s(z-z_{0})}}
Avec T∞ la température exosphérique au-dessus d'environ 400 km d'altitude,
To = 355 K, et zo = 120 km la température et l'altitude de référence, et s un paramètre empirique dépendant de T∞ et décroissant avec T∞. Cette formule est dérivée d'une équation simple de conduction thermique. On estime un apport thermique total de qo ≃ 0,8 à 1,6 mW/m2 au-dessus de zo = 120 km d'altitude. Afin d'obtenir des conditions d'équilibre, cet apport thermique qo au-dessus de zo est perdu vers les basses régions atmosphériques par conduction thermique.
La température exosphérique T∞ est une mesure fiable du rayonnement solaire XUV. L'émission radio solaire F à une longueur d'onde de 10,7 cm étant un bon indicateur de l'activité solaire, on peut appliquer la formule empirique pour des conditions magnétosphériques calmes.
(2)   {\displaystyle T_{\infty }\simeq 500+3,4F_{0}}
Avec T∞ en K, Fo en 10−2 W m−2 Hz−1 (l'indice de Covington), une valeur de F moyennée sur plusieurs cycles solaires. L'indice de Covington varie généralement entre 70 et 250 au cours d'un cycle solaire, et ne descend jamais en dessous d'environ 50. Ainsi, T∞ varie entre environ 740 et 1 350 K. Dans des conditions magnétosphériques très calmes, l'apport d'énergie magnétosphérique, toujours continu, contribue à hauteur d'environ 250 K à la température résiduelle de 500 K dans l'équation (2). Les 250 K restants dans l’équation (2) peuvent être attribués aux ondes atmosphériques générées dans la troposphère et dissipées dans la thermosphère inférieure.

### Rayonnement XUV solaire
Les rayons X et le rayonnement ultraviolet extrême (XUV) solaires de longueurs d'onde inférieures à 170 nm sont presque entièrement absorbés par la thermosphère. Ce rayonnement est à l'origine des différentes couches ionosphériques et d'une augmentation de température à ces altitudes.
Alors que la lumière visible solaire (380 à 780 nm) est quasiment constante, avec une variabilité ne dépassant pas 0,1 % de la constante solaire, Le rayonnement solaire XUV est très variable dans le temps et l'espace. Par exemple, les sursauts de rayons X associés aux éruptions solaires peuvent augmenter considérablement leur intensité par rapport aux niveaux antérieurs à l'éruption, de plusieurs ordres de grandeur, en quelques dizaines de minutes. Dans l'extrême ultraviolet, la raie Lyman α à 121,6 nm représente une source importante d'ionisation et de dissociation aux hauteurs de la couche D ionosphérique.Durant les périodes calmes d'activité solaire, il contient à lui seul plus d'énergie que le reste du spectre XUV. Des variations quasi périodiques de l'ordre de 100 % ou plus, avec des périodes de 27 jours et 11 ans, font partie des variations les plus importantes du rayonnement solaire XUV. Cependant, des fluctuations irrégulières sur toutes les échelles de temps sont présentes en permanence. Pendant la faible activité solaire, environ la moitié de l'énergie totale injectée dans la thermosphère serait constituée de rayonnement solaire XUV. Cet apport d'énergie solaire XUV se produit uniquement pendant la journée, atteignant son maximum à l'équateur pendant l'équinoxe.

### Vent solaire
La deuxième source d'énergie entrant dans la thermosphère est le vent solaire, qui est transféré à la magnétosphère par des mécanismes encore mal compris. Un processus de dynamo hydrodynamique est un mode de transfert possible. Les particules du vent solaire pénètrent les régions polaires de la magnétosphère, où les lignes de champ géomagnétique sont essentiellement verticales. Un champ électrique est généré, dirigé de l'aube au crépuscule. Le long des dernières lignes de champ géomagnétique fermées, dont les points de base se situent dans les zones aurorales, des courants électriques alignés sur le champ peuvent circuler dans la région de la dynamo ionosphérique, où ils sont fermés par les courants de Pedersen et de Hall. Les pertes ohmiques des courants de Pedersen chauffent la basse thermosphère (voir par exemple le champ de convection électrique magnétosphérique). De plus, la pénétration de particules hautement énergétiques de la magnétosphère dans les régions aurorales améliore considérablement la conductivité électrique, augmentant encore les courants électriques et donc l'effet Joule. Pendant l'activité magnétosphérique calme, la magnétosphère contribue peut-être à hauteur d'un quart au bilan énergétique de la thermosphère. Cela représente environ 250 K de la température exosphérique de l'équation (2). Cependant, lors d'une activité très intense, cet apport de chaleur peut augmenter considérablement, d'un facteur quatre ou plus. Cet apport de vent solaire se produit principalement dans les régions aurorales, de jour comme de nuit.

### Ondes atmosphériques
Il existe deux types d'ondes atmosphériques à grande échelle dans la basse atmosphère : les ondes internes, de longueurs d'onde verticales finies, capables de transporter l'énergie ondulatoire vers le haut, et les ondes externes, de longueurs d'onde infiniment grandes, incapables de transporter l'énergie ondulatoire. Les ondes de gravité atmosphériques et la plupart des marées atmosphériques générées dans la troposphère appartiennent aux ondes internes. Leur amplitude de densité augmente exponentiellement avec l'altitude, de sorte qu'à la mésopause, ces ondes deviennent turbulentes et leur énergie se dissipe (comme le déferlement des vagues océaniques sur la côte), contribuant ainsi au réchauffement de la thermosphère d'environ 250 K dans l'équation (2). En revanche, la marée diurne fondamentale (1, −2), la plus efficacement excitée par l'irradiance solaire, est une onde externe et ne joue qu'un rôle marginal dans la basse et la moyenne atmosphère. Cependant, aux altitudes thermosphériques, elle devient l'onde prédominante. Elle entraîne le courant électrique Sq dans la région de la dynamo ionosphérique entre environ 100 et 200 km d'altitude.
Le réchauffement , principalement dû aux raz-de-marée, se produit principalement aux basses et moyennes latitudes. La variabilité de ce réchauffement dépend des conditions météorologiques dans la troposphère et la moyenne atmosphère, et ne peut excéder environ 50 %.